# قلعه قنبل
بقایای قلعه قنبل مربوط به هزاره اول قبل از میلاد است و در شهرستان کلیبر، بخش مرکزی، روستای اوزی واقع شده و این اثر در تاریخ ۱۸ خرداد ۱۳۸۴ با شمارهٔ ثبت ۱۱۸۹۸ به‌عنوان یکی از آثار ملی ایران به ثبت رسیده است.